# Гутьеррес, Луис Альберто
Луис Альберто Гутьеррес Эррера (исп. Luis Alberto Gutiérrez Herrera; род. 15 января 1985[…], Санта-Крус-де-ла-Сьерра) — боливийский футболист, защитник известный по выступлениям за клубы «Ориенте Петролеро», «Боливар» и сборную Боливии.

## Клубная карьера
Гутьеррес начал карьеру в клубе «Ориенте Петролеро». В 2004 году он дебютировал в чемпионате Боливии. В 2009 году Луис на правах аренды выступал за израильский «Хапоэль Кирьят-Шмона». В 2010 году он вернулся в «Петролеро» и помог клубу выиграть Клаусуру 2010. Гутьеррес провёл в «Ориенте Петролеро» 7 сезонов и сыграл за клуб более 300 матчей во всех соревнованиях.
В 2012 году он перешёл в бразильский «Баия». Луис принял участие всего в трёх матчах, но несмотря на это смог стать чемпионом Лиги Баиано. Летом Гутьеррес подписал соглашение с аргентинским «Атлетико Патронато». 22 сентября в матче против «Химнасии Ла-Плата» он дебютировал в аргентинской Примере B. 8 апреля 2013 года в поединке против «Депортиво Мерло» Луис забил свой первый гол за «Патронато».
Летом 2013 года Гутьеррес вернулся на родину, где заключил контракт с «Боливаром». 15 сентября в матче против «Университарио» он дебютировал за новую команду. 1 декабря в поединке против «Ауроры» Луис забил свой первый гол за «Боливар».

## Международная карьера
В 2007 году Гутьеррес дебютировал за сборную Боливии. В 2011 году Луис был включен в заявку национальной команды на участие в Кубке Америки. На турнире он сыграл в матчах против сборных Аргентины и Коста-Рики.
В 2016 году в составе сборной Гутьеррес принял участие в Кубке Америки в США. На турнире он сыграл в матчах против команд Чили и Аргентины.

## Достижения
- Чемпион Боливии (4): Клаусура 2010, Апертура 2014, Клаусура 2015
- Лига Баияно (1): 2012